# Petz : Ma Famille Hamsters
Petz : Ma Famille Hamsters (Petz: Hamsterz Bunch) est un jeu vidéo de gestion développé par DK-Games et édité par Ubisoft, sorti en 2009 sur PlayStation Portable.